# Meckhofen
Meckhofen ist ein Ortsteil und Neubaugebiet mit 300 Wohneinheiten für 800 Bewohner im Stadtteil Steinbüchel des Stadtbezirks III von Leverkusen. Es umfasst eine Fläche von 8,4 ha.

## Lage
Die Siedlung Meckhofen liegt im Osten der Stadt Leverkusen. Sie grenzt an Mathildenhof im Westen, an Fettehenne im Süden und an Neuboddenberg im Osten. In Meckhofen entspringt der Mühlenbach. Meckhofen liegt auf einer Höhe von 130 Metern ü. NN.

## Geschichte
Wegen zahlreicher Konflikte bezüglich des Natur- und Landschaftsschutzes zog sich die Planungsgeschichte dieses Gebietes in die Länge: „Zwischen dem ersten städtebaulichen Wettbewerb für dieses Gebiet und einem rechtskräftigen Bebauungsplan lagen zehn Jahre, weil um Kompromisse gerungen wurde“, heißt es im Verwaltungsbericht der Stadt Leverkusen. 1998 wurde schließlich ein Bebauungsplan umgesetzt, der mit Niedrigenergiehäusern ein „zukunftsweisendes Bauen“ ermöglichen sollte.
Der Name stammt von einem Bauernhof im Norden des Neubaugebiets, der im Mittelalter als einzelnes Gehöft abhängig vom damaligen Rittersitz Steinbüchel war.

## Verkehr
Meckhofen liegt an der Bundesstraße 51, die hier als Berliner Straße die Verbindung zwischen Burscheid/Wermelskirchen und Leverkusen-Schlebusch/Köln darstellt. Die Bushaltestelle Meckhofer Feld wird von den VRS-Linien 260, 213 und 215 angefahren, weitere Haltestellen existieren in der nahegelegenen Wohnsiedlung Mathildenhof.

## Sehenswertes
Am 28. Mai 2002 wurde auf einem Platz in Meckhofen eine Sonnenuhr eingeweiht, deren Durchmesser 20 Meter beträgt. Bahnschienen und Pflasterbänder zeigen die Stundenlinien und die Sonnenwenden sowie die Tagundnachtgleiche an. Auf den Stundensteinen kann man sitzen, und über entsprechende Markierungen beobachten, wann in den Leverkusener Partnerstädten Mittag ist. Der Zeiger, mit einer Metallscheibe mit runder Öffnung an der Spitze, ist zwei Meter hoch.
Darüber hinaus gibt es in Meckhofen eine Grundschule und einen Schrebergarten-Verein.

## Straßen
In Meckhofen gibt es fast ausschließlich gepflasterte Sträßchen. Diese sind alle als verkehrsberuhigte Bereiche ausgewiesen, so dass auf ihnen nur Schrittgeschwindigkeit gefahren werden darf. Die Verkehrslage in Meckhofen ist von Sackgassen und Kreisverkehren geprägt.